# Андрій Дорошенко
Андрій Дорошенко (можливо 1644 — 1709) — український політичний та військовий діяч часів Хмельниччини та Руїни, чигиринський і паволоцький полковник, наказний гетьман.

## Життєпис

### Походження та ранні роки
Андрій Дорошенко походив із відомої козацької старшинської родини Дорошенків. Народився після 1627 року, за деякими даними — 1644 року, в місті Чигирині. Середній син Дорофія Дорошенка, наказного гетьмана 1633 року, та його дружини невідомого імені з роду Тарасенків (після чернечого постригу жінка іменувалася Митродорою, а коли прийняла схиму — Марією). Молодший брат гетьмана П. Дорошенка та наказного гетьмана Г. Дорошенка.
Про ранні роки А. Дорошенка майже немає відомостей. Замолоду брав участь у Національній революції 1648—1676 років.

### Московський полон
На початку 1660-х років Андрій Дорошенко потрапив до московського полону. За однією версією, це відбулося під час посольства до Москви, в яке він був відправлений гетьманом Ю. Хмельницьким в розпал Слободищенської битви разом з М. Суличичем, Н. Кононовичем та старшим братом Григорієм восени 1660 року. За версією дослідника М. Крикуна, на середину 1663 року Андрій ще не потрапив до полону, адже в першій половині цього року гетьман Павло Тетеря просив короля посприяти звільненню з полону тільки одного з братів — Григорія. За версією дослідника С. Коваленка, він потрапив у полон під час походу 1663—1664 років Павла Тетері до Прилук, відбував ув'язнення в Полтаві.

### Гетьманування брата, Петра Дорошенка (1665—1676)

#### Звільнення з неволі
Після обрання гетьманом 1665 року Петра Дорошенка, останній неодноразово клопотався перед польським королем Яном Казимиром щодо звільнення своїх братів. Так, 26 листопада (6 грудня) 1665 року гетьман направляє до короля посольство, котре, серед інших, порушувало питання про звільнення Андрія й Григорія з московської неволі. Ще в квітні 1666 року брати перебували в полоні. Андрія було звільнено, ймовірно, у вересні-жовтні 1666 року, адже 5 (15) жовтня П. Дорошенко в листі повідомляє королю, що, завдяки заходам останнього, брат його Андрій вже звільнений, а другий — Григорій — ще й досі перебуває в неволі.

#### На службі у брата
Повернувшись до Чигирина, А. Дорошенко став одним з найближчих соратників свого брата, гетьмана Петра Дорошенка, виконував його різноманітні доручення.
У лютому 1668 року брав участь у поході до Срібного, під час якого відвозив з-під Диканьки до Зінькова, потім до Гадяча тіло загиблого гетьмана Івана Брюховецького, де його з почестями поховали у соборній Богоявленській церкві.

#### Намісництво на Лівобережжі, чигиринське полковництво (1668—1669)
У липні 1668 року Андрій призначений П. Дорошенком намісником на Лівобережній Україні у Гадячі. Восени цього ж року він також згадується як чигиринський полковник, причому вказується, що його в Гадячі полонив і деякий час тримав в оковах запорозький наказний гетьман Степан Вдовиченко. Пізніше П. Дорошенко послав йому на виручку брата Григорія.
9 (19) листопада П. Дорошенко пише листа до міщан м. Гадяча, щоб вони у всьому слухали його брата Андрія. 21-22 листопада (1-2 грудня) останній приймав у Гадячі, як намісник П. Дорошенка, московського посла Т. Бобровича, якому було передано наказ гетьмана з умовами, на яких він готовий був домовлятися про підданство Москві.
Гетьман впродовж листопада-грудня 1668 року розгортає потужну пропагандистську кампанію з метою сформувати в населення думку про нього як прихильника прийняття царської протекції усією козацькою Україною і борця проти татар. До неї було залучено його братів Андрія і Григорія, а також відданих йому старшин. До Гадяча, Глухова, Стародуба та інших міст розсилалися розпорядження, аби козаки і поспільство «схилялися до великого государя» й спільно вели боротьбу проти «бусурман», котрі хочуть «нас, об'єднаних разом, знову нарізно… розлучити і землю нашу спустошуючи, ловитву собі мати».
Проте втримати східної частини України під своєю владою П. Дорошенку не вдалося внаслідок переходу на бік Московського царства наказного гетьмана Дем'яна Ігнатовича та виступу Петра Суховія на межі 1668—1669 років. 11 (21) січня 1669 року Андрій знову приймав у Гадячі Т. Бобровича. За обідом гетьманський намісник казав, що коли вся Україна буде вкупі, то всі раді бути в підданстві у царя, а коли ні, «то й король нас прийме, і татари не відступлять». В цей час А. Дорошенко в листах до царя та інших московських урядників називав себе «рідний ясновельможного його милості пана гетьмана військ Запорозьких, також сотник і отаман гадяцький».
Мабуть, із кінця січня 1669 року П. Дорошенко став отримувати тривожні відомості про обрання гетьманом Д. Многогрішного та направлення ним посольства до Москви. Не гаючи часу, він наказав братові Андрію розпродати майно в Гадячі й повертатися до Чигирина. А. Дорошенку й українським військам довелося в лютому 1669 року відступити на правий берег Дніпра.

#### Подальша діяльність на Правобережжі
Андрій і надалі виконував доручення брата-гетьмана. В квітні 1671 року він разом з О. Гоголем командував загонами татар та козаків у межах переважно Кам'янецького повіту Подільського воєводства, створюючи противагу активним наступальним діям польських військ під проводом Г. Сільніцького. 7 (17) квітня вони зупинилися обозом поблизу Дунаївців. Через тиждень козаки з татарами напали на поселення в околицях Кам'янця: Кульчіївці, Боришківці та ін. Поблизу міста вони влаштували засідку, очікуючи на виїзд польського роз'їзду.

#### Наказний гетьман (1672)
На раді, що відбулася в околицях Корсуня 31 січня (10 лютого) 1672 року, гетьман був змушений підтримати пропозицію нуреддин-султана Сафа Ґерая й мурз про спільний похід татар і козаків у Волинь, Полісся та Галичину. Участь у ньому мали взяти Канівський та Торговицький полки на чолі з наказним гетьманом А. Дорошенком, серденятський полк Кіндрата Жеребила й усі «охочі козаки» з інших полків (усього близько 3 тис. осіб). Грек Ян Томара на початку лютого казав ніжинському воєводі Ржевському, що на раді постановлено стати кошем у трьох містах: у Хвастові, Паволочі й Немирові, з тим, щоб іти на польські городи, на Полісся, на Дубно і на Кам'янець.
31 січня (10 лютого) 25-тисячна орда вийшла з-під Корсуня і приєдналась до війська Андрія Дорошенка, яке виступало в похід на Тростянець, де було одержано значну перемогу. 10 (20) лютого вони, розділившись на три з'єднання, вирушили по здобич. Найбільше з них (близько 6 тис. осіб) під проводом Сафа Ґерая та А. Дорошенка стало кошем під Бердичевом, звідкіля чамбули грабували поселення й брали ясир на значній території Волині й Полісся (дійшли аж до Дубна й Прип'яті). Друге вирушило до Степані, третє — до Вишнівчика та інших міст. Однак сильні снігопади й хурделиці, а також польські залоги перешкодили їх появі у межах Подільського воєводства й Теребовельського повіту Руського воєводства.
Після повернення з походу, в лютому-березні П. Дорошенко віддав розпорядження полковникам розташувати союзників татар на постій у населених пунктах Правобережжя. Проте міщани і значна частина козаків Корсуня, Паволочі, Богуслава та інших міст, не бажаючи віддавати їх на поталу татарам, на початку березня відмовилися впускати тих на зимівлю. Коли ж у Паволочі й Корсуні старшина спробувала наполягти на виконанні гетьманського наказу, козаки збунтувалися. За інформацією джерел, під час заколоту було вбито корсунського полковника Кандибу (за іншими даними, Ганібила), корсунського писаря та паволоцького наказного полковника Гамалію (можливо, Галика, Гамека). Білоцерківський комендант Ян Льобель доносив 9 (19) березня Яну Собеському, що полковника корсунського вбито за те, що хотів впустити орду, а брат гетьмана Андрій Дорошенко мусів тікати. Проте історія з корсунським бунтом є досить неясною, деякі події, переказані в джерелах, змішуються з іншим бунтом, який мав місце у квітні 1672 року в Умані, під час якого було вбито полковника Михайла Суличича та захоплено в полон полковника Кіндрата Жеребила.
Протягом літа-осені й аж до початку грудня 1672 року, під час воєнних акцій П. Дорошенка на Поділлі, Андрій заміщав останнього у Чигирині, залишаючись наказним гетьманом.

#### Участь у військових виправах 1673—1674 років на урядах паволоцького полковника, наказного гетьмана
Навесні 1673 року Андрій Дорошенко вперше згадується як паволоцький полковник у відписці князя Трубецького про посольство Василя Даудова до Османської імперії. В документах його як паволоцького полковника згадують також під іменем Андрій Сідий або Сивий. На цьому уряді він замінив, очевидно, після невдалої спроби захоплення Білої Церкви, племінника своєї дружини Григорія Гамалію. Хоча, деякі дослідники вважають, що останнього на цій посаді замінив його дядько Яків Гамалія. Надалі А. Дорошенко та Я. Гамалія часто будуть згадуватись майже одночасно як паволоцькі полковники. Імовірно, перший у зв'язку з неодноразовими призначенням наказним гетьманом, часто полишав полковництво на свого шваґра, якого, можливо, призначав наказним полковником.
На раду на річці Росаві біля Канева наприкінці червня 1673 року П. Дорошенко прислав свого брата Андрія з військовими клейнодами, що, на думку дослідника Л. Окіншевича, мало бути ознакою законності ради, і тодішнього наказного гетьмана Якова Лизогуба.
П. Дорошенко був повідомлений про рух військ М. Ханенка і вислав проти нього на початку серпня чотири козацьких полки з татарами (15 тис. чоловік), які зібралися в Паволочі на чолі з наказним гетьманом Яковом Лизогубом. Разом з останнім був і гетьманів брат Андрій на чолі Паволоцького полку. Ханенко був розбитий під Києвом 11 (21) вересня 1673 року. Дослідник В. Заруба вважає, що саме після цієї виправи, восени Дорошенка було призначено паволоцьким полковником.
10 (20) січня 1674 року А. Дорошенко купив у мельника Івана Федоренка млин на р. Тясмин в урочищі Лобачівці за 90 золотих.

##### Невдача під Корсунем
У лютому 1674 року Петро Дорошенко доручив семи правобережним полковникам («корсунским Михайлом Рославцем, уманским Ефимом Торговицким, брацлавским Григорием Белогрудом, подольским (реально — брацлавському) Григорием Дорошенком, могилевским Остапом Гоголем, паволоцким Андреем Седым (Дорошенком), кальницким Андреем»), а також деяким полкам серденят, під орудою наказного гетьмана Григорія Гамалії, обороняти Корсунь від військ І. Самойловича та князя Григорія Ромодановського, після того, як останні зайняли Черкаси й Канів. Імовірно, під час оборони Корсуня Андрій Дорошенко був також призначений наказним гетьманом, посаду паволоцького полковника зайняв його шваґер Яків Гамалія.В Корсуні під орудою А. Дорошенка стояли полки Корсунський, Брацлавський, Кальницький, Подільський і Паволоцький. Дізнавшись, що корпус Г. Дорошенка розгромлений під Лисянкою і, що Самойлович рушив на Корсунь, полковники, за винятком паволоцького Якова Гамалії, який з Андрієм Дорошенком утік до Чигирина, збунтувалися проти свого гетьмана, незадоволені його протурецько-протатарським курсом, і в Лисянці присягли на вірність цареві. В цей час Андрій Дорошенко, проїжджаючи через містечко Медведівку й, очевидно, перебуваючи у відчаї, казав у голос усім: «буду радити братові, щоб не губив людей, не надіявся більше ні на яку турецьку й татарську поміч і піддався б цареві».

##### Повернення правобережних міст під владу П. Дорошенка
Після Великодня 1674 року П. Дорошенко вирядив відділ своїх козаків і серденят під проводом наказного гетьмана, брата Андрія, додавши їм 2000 орди, щоб привертати під свою владу деякі міста, котрі прийняли московське підданство. Похід Андрія Дорошенка, коли вірити відомостям з ворожого йому табору, прийняв характер каральної експедиції: коли міста Балаклея й Орловець йому здалися, він віддав усіх мешканців разом з залогою Самойловича в ясир татарам, а старшині казав повиколювати бураком очі. Андрій Дорошенко вислав від себе 28 квітня (8 травня) з табору під Балаклією листа до Корсунського полку, сповіщаючи про скорий прихід самого гетьмана з козацьким і татарським військом, і закликаючи прислати своїх представників із заявою покори під містечко Орловець. В листі він повідомляв, що невдовзі підійде разом із силами Джамбет Ґерая «для утихомирення і повернення міст вашого полку й інших, переманутих обманом і спокусою…», аби «до старого реґіменту війська запорозького все старше і молодше товариство і поспільство повернулося». Він обіцяв у разі їх добровільної згоди не допустити насильств, посилаючись на те, що «у містечку Баклії ми, до нас наверненому, теж і з піхотними війська запорозького низового з сотнями всілякою добротою обійшовся».
Успіхи А. Дорошенка у поновленні влади брата Петра виявилися незначними (вдалося укріпитися тільки у Медведівці й Жаботині). Правобережні полковники й старшини, знаючи реальне співвідношення сил, не поспішали відгукуватися на універсали братів. До того ж, польські підрозділи в той час зайняли значну частину Брацлавського і Кальницького полків.
23 травня (2 червня) 1674 року до Андрія Дорошенка був написаний лист від польського лабунського полковника Юрія Преоровського, в якому останній сповіщає про обрання королем Яна Собеського та про його намір прислати посольство до П. Дорошенка. В листі Преоровський називає Андрія паволоцьким полковником.

##### Битва під Смілою
Під час битви під Смілою 9 (19) червня з лівобережними полками під проводом Р. Дмитрашка-Райчі, козацький корпус, очолюваний А. Дорошенком та Г. Гамалією, зазнав поразки, в тому числі, через втечу татар. Брат гетьмана був поранений і разом зі своїми родичами Гамаліями («Гамалеенками») й Павлом Яненком-Хмельницьким, відступив до Жаботина. Дмитрашко-Райча вирушив з-під Сміли зі своїм військом і з гарматами під Жаботин, але поніс великі втрати та відступив до Сміли.

##### Захист Чигирина
В кінці червня — на початку липня П. Дорошенко з братом Андрієм та вірними козаками укріпився у чигиринському замку, не довіряючи навіть чигиринським жителям. За гетьманом лишились тільки Чигирин, Жаботин, Медведівка, Паволоч, Кальник і Могилів.
У липні А. Дорошенко воював під стінами Чигирина, відбиваючи облогу московських військ Г. Ромодановського та козаків І. Самойловича. 21 (31) липня з-під Боровиці останні вислали вперед полковника прилуцького Лазаря Горленка з виборними козаками його полку та з двома сотнями Охтирського полку. В 4-5 верстах від Чигирина зустрів його Андрій Дорошенко з 3000 серденят, козаків і черемисів. В бою Горленко захопив у полон 21 козака й черемиса, а Дорошенко 15 москалів Останньому довелося відступити.
Поновлення влади П. Дорошенка в Правобережній Україні відбулося ціною спустошення в основному її південної та, значною мірою, центральної частин. Якщо вірити Л. Полуботку, траплялися випадки, коли міщани і селяни у пошуках порятунку намагалися знайти захист і притулок у представників кримської знаті. Так, за його інформацією, понад 3 тис. людей зібралося у Стеблеві й звернулося до Сафа Ґерая, «прохаючи, щоб їх усіх взяв під своє заступництво і туди провів, куди йому потрібно». Дізнавшись про це, А. Дорошенко направив кілька сотень козаків з наказом повернути втікачів до Корсуня, однак вони не бажали вертатися до домівок. Одні хотіли перебратися на Лівобережжя, інші — піти «добровільно до орди…».

##### Відбиття польської загрози. Втрата Паволочі
Здавалося, що король Ян Собеський сповна скористається сприятливими для себе обставинами для походу на Чигирин. Проте у листопаді-грудні 1674 він відмовився від наступальних дій і повернувся до Брацлава. П. Дорошенко вже у 20-х числах листопада мав відомості про масштаби польської загрози, а тому негайно розіслав універсали до населення Брацлавщини, закликаючи його до опору. Він звелів братові Андрію, полковнику паволоцькому, надати допомогу кальницькій залозі, а О. Урбановичу наказував утримувати місто до підходу нових сил. Дійсно, А. Дорошенко вирушив до Кальника, однак, довідавшись про його капітуляцію, зупинився у Ставищах. Звідти він пішов до Паволочі, яку польські підрозділи з часом заблокували. Проте, побоюючись, щоб залога та мешканці Паволочі «не пішли за прикладом інших міст», невдовзі залишив її. Надалі він перебував у Вільховці.
Через брак власних сил і пасивність нуреддин-султана, гетьман П. Дорошенко не зміг надати обіцяну допомогу паволоцькій залозі, яка всю зиму мужньо тримала оборону. Після чергового штурму польний гетьман литовський Міхал Радзивілл оволодів містом і заблокував його оборонців у замку. Командування залоги (полковник Семен Корсунець та ін.) погодилося капітулювати на почесних умовах і 28 березня (7 квітня) серденята й козаки склали зброю. Король дотримався свого слова — дозволив їм вільний вихід до Чигирина. Однак серденята з полковником С. Корсунцем вирішили перейти на польську службу. З-під влади П. Дорошенка повністю вийшли центральна і центрально-південна частини Правобережжя. Паволоцький полк як адміністративно-територіальна одиниця перестав існувати.

#### Зречення від гетьманства П. Дорошенком.
Досягнувши в кінці жовтня 1675 року порозуміння із Запорожжям та кошовим І. Сірком, П. Дорошенко звільнив усіх в'язнів «цієї і тієї сторони» Дніпра, а також польських полонених. Частина старшин і родичів гетьмана позитивно оцінювала такий політичний маневр. Перебіжчик до І. Самойловича, козак Василь Бут, розповідав, що чув від Андрія Дорошенка: « …добро де брат наш вчинив, що не їдучи до гетьмана задніпровського і до боярина Ромодановського, прикликав з Низу Сірка із запорожцями, і при них поклонився царю московському, тому що: якби домовився з гетьманом і боярином, то було б нам, як і Брюховецькому; а нині краще вчинилося, що всі при своєму в цілості».
П. Дорошенко наголошував, що він не тримається гетьманства й очікуватиме на відповідний царський указ. Цю позицію гетьмана засвідчив на аудієнції 30 грудня (9 січня) у Малоросійському приказі І. Сенкевич, який повідомив про його намір надіслати до Москви турецьку санджаки, які мали привезти брат Андрій та тесть Павло Яненко-Хмельницький. На межі 1675—1676 років А. Дорошенко як посол їздив разом з П. Яненком-Хмельницьким та С. Тихим до Москви домовлятися щодо умов складання гетьманської булави Петром Дорошенком.

### Переселення на Лівобережжя. Під владою гетьмана І. Самойловича
Після зречення Петра Дорошенка з гетьманства, у жовтні 1676 року Андрій Дорошенко перебрався на Лівобережжя. Гетьман Самойлович універсалом від 7 (17) листопада підтвердив за ним ґрунти його, млини: один на урочищі Лобачівці на р. Тясмині і другий — під Суботовом на греблі міській, острови на Лобачівці та інші «добра». 12 (22) листопада Петро Дорошенко з братом Андрієм та дружиною взяв участь у бенкеті, який організував І. Самойлович. Тоді ж на прохання Петра йому було дозволено разом з Андрієм оселитися (зрозуміло, що під постійним наглядом спеціально приставлених до нього гетьманом старшин) у розташованому неподалік від Батурина сотенному містечку Чернігівського полку Сосниці, куди вони й виїхали 14 (24) листопада.
В цьому ж місяці А. Дорошенко був обраний сосницьким сотником Чернігівського полку. Але І. Самойлович не бажав мати при владі брата свого колишнього конкурента. Невдовзі після виїзду в березні 1677 року брата Петра до Москви, гетьман усунув й Андрія Дорошенка з посади сотника.
20 (30) травня 1677 року Андрій Дорошенко не відпустив жінку П. Дорошенка Любу (Єфросинію) Яненкову до того у Москву в зв'язку з тим, що вона зловживала спиртним та «злодійство чинить» і при умові насильної її відправки до чоловіка обіцяла позбавити останнього життя. Андрій оголосив Самойловичу і присутньому у гетьманській канцелярії московському піддячому В. Юдіну, що напише про її лиходійства своєму братові Петрові до Москви, щоб той остаточно вирішив долю своєї дружини. А до того часу він не радить відпускати її з України.
Надалі А. Дорошенко довгий час не займав значних посад, перебуваючи в статусі військового товариша Чернігівського полку. Чернігівський полковник Яків Лизогуб надав йому універсал 29 листопада (9 грудня) 1680 року з підтвердженням на будівництво млина поблизу с. Жуковичі Киселівської сотні.

### Гетьманство І. Мазепи
1689 року А. Дорошенко, як значний військовий товариш Чернігівського полку, супроводжував гетьмана І. Мазепу в його поїздці до Москви. Цього ж року гетьман повернув А. Дорошенка на уряд сосницького сотника, на якому останній перебував до 1691 року.
Гетьманський універсал 1689 року на володіння селами Козляничі, Чорнотичі, Верхолісся, млинами на р. Убеді, Мені, Бречі, був підтверджений царською грамотою 3 (13) вересня 1690 року. Володів також селами Купчичі біля Сосниці та Савинці у Конотопській сотні, котре він отримав від своєї другої дружини.

### Останні роки та смерть
Після урядування в Сосницькій сотні, 1691 року пішов у відставку, передавши посаду сотника старшому синові Івану. Значний військовий товариш (1691—1709).
23 серпня (2 вересня) 1707 року отримав гетьманський універсал з підтвердженням ґрунтів його на Лобачівці з млином на річці Тясмині, млина під Суботовом на греблі міській, острова з сіножатями на тій же Лобачівці. Його володіння на Правобережжі згодом викупили Лизогуби.
Надалі мешкав у місті Сосниці, де помер 1709 року.

## Герб
На власному гербі паволоцького полковника Андрія Дорошенка — хрест над півмісяцем, а здолу перехрещено стрілу та шаблю.

## Сім'я
Був двічі одружений. Перша дружина — донька (реально — сестра) паволоцького полковника Якова Гамалії.
Від цього шлюбу син Іван — сосницький сотник Чернігівського полку (1692–1694-?), (?–1699-?), (?–1704).
Друга дружина — сестра брацлавського полковника Івана Лисиці Марія.
Їх спільний син Василь — волинський (1699) та сосницький сотник (?–1707-?), (?–1718-?), (?–1723) Чернігівського полку.
А. Дорошенко був сватом князя Якова Кропоткіна, козацьких старшин Оникія Мокрієвича та Івана Ломиковського.

## Вшанування пам'яті
У 2013 році при підтримці Музею гетьманства був створений «Гетьманський фонд Петра Дорошенка». Фонд здійснює дослідження діяльності гетьманів України Михайла та Петра Дорошенків, поширення інформації про них, дослідження родоводу Дорошенків.